# Casino Royale Hotel & Casino
Pour les articles homonymes, voir Casino Royale.
Le Casino Royale est un casino de Las Vegas (Nevada). Son adresse est 3411 Las Vegas boulevard South, Las Vegas. Il est situé entre The Venetian et le Harrah's Las Vegas. Il apparaît dans le jeu vidéo Grand Theft Auto sous le nom de Royal Casino (seul l'ordre des mots change).